# Pałac w Kiełczynie
Pałac w Kiełczynie – zabytkowy pałac w Kiełczynie – wsi  w Polsce, na Śląsku, w województwie dolnośląskim, w powiecie dzierżoniowskim, w gminie Dzierżoniów; na południowy zachód od Ślęży, na południe od Wzgórz Kiełczyńskich, w Kotlinie Dzierżoniowskiej.

## Historia
Barokowy obiekt wybudowany w połowie XVII wieku za czasów panowania rodu von Hund; przebudowywany około 1730 i w latach 1860-1870 jest częścią zespołu pałacowego, w skład którego wchodzą jeszcze: park z połowy XIX w., altana ośmioboczną, z połowy XIX w. znajdującą się na terenie parku.